# Grand Prix Itálie 2022
Grand Prix Itálie 2022 (oficiálně Formula 1 Pirelli Gran Premio d’Italia 2022) se jela na okruhu Autodromo Nazionale Monza v Itálii dne 11. září 2022. Závod byl šestnáctým v pořadí v sezóně 2022 šampionátu Formule 1.

## Kvalifikace
| Poř.                       | No. | Jezdec           | Konstruktér           | Časy v kvalifikaci | Časy v kvalifikaci | Časy v kvalifikaci | Pořadí na startu |
| Poř.                       | No. | Jezdec           | Konstruktér           | Q1                 | Q2                 | Q3                 | Pořadí na startu |
| -------------------------- | --- | ---------------- | --------------------- | ------------------ | ------------------ | ------------------ | ---------------- |
| 1                          | 16  | Charles Leclerc  | Ferrari               | 1:21.280           | 1:21.208           | 1:20.161           | 1                |
| 2                          | 1   | Max Verstappen   | Red Bull Racing-RBPT  | 1:20.922           | 1:21.265           | 1:20.306           | 7                |
| 3                          | 55  | Carlos Sainz Jr. | Ferrari               | 1:21.348           | 1:20.878           | 1:20.429           | 18               |
| 4                          | 11  | Sergio Pérez     | Red Bull Racing-RBPT  | 1:21.495           | 1:21.358           | 1:21.206           | 13               |
| 5                          | 44  | Lewis Hamilton   | Mercedes              | 1:22.048           | 1:21.708           | 1:21.524           | 19               |
| 6                          | 63  | George Russell   | Mercedes              | 1:21.785           | 1:21.747           | 1:21.542           | 2                |
| 7                          | 4   | Lando Norris     | McLaren-Mercedes      | 1:22.130           | 1:21.831           | 1:21.584           | 3                |
| 8                          | 3   | Daniel Ricciardo | McLaren-Mercedes      | 1:22.139           | 1:21.855           | 1:21.925           | 4                |
| 9                          | 10  | Pierre Gasly     | AlphaTauri-RBPT       | 1:22.010           | 1:22.062           | 1:22.648           | 5                |
| 10                         | 14  | Fernando Alonso  | Alpine-Renault        | 1:22.089           | 1:21.861           | No time            | 6                |
| 11                         | 31  | Esteban Ocon     | Alpine-Renault        | 1:22.166           | 1:22.130           |                    | 14               |
| 12                         | 77  | Valtteri Bottas  | Alfa Romeo-Ferrari    | 1:22.254           | 1:22.235           |                    | 15               |
| 13                         | 45  | Nyck de Vries    | Williams-Mercedes     | 1:22.567           | 1:22.471           |                    | 8                |
| 14                         | 24  | Čou Kuan-jü      | Alfa Romeo-Ferrari    | 1:22.003           | 1:22.577           |                    | 9                |
| 15                         | 22  | Júki Cunoda      | AlphaTauri-RBPT       | 1:22.020           | No time            |                    | 20               |
| 16                         | 6   | Nicholas Latifi  | Williams-Mercedes     | 1:22.587           |                    |                    | 10               |
| 17                         | 5   | Sebastian Vettel | Aston Martin-Mercedes | 1:22.636           |                    |                    | 11               |
| 18                         | 18  | Lance Stroll     | Aston Martin-Mercedes | 1:22.748           |                    |                    | 12               |
| 19                         | 20  | Kevin Magnussen  | Haas-Ferrari          | 1:22.908           |                    |                    | 16               |
| 20                         | 47  | Mick Schumacher  | Haas-Ferrari          | 1:23.005           |                    |                    | 17               |
| 107% času vítěze: 1:26.586 |     |                  |                       |                    |                    |                    |                  |
| Zdroj:                     |     |                  |                       |                    |                    |                    |                  |

Poznámky
1. ↑  Max Verstappen dostal penalizace 5 míst za překročení povoleného množství součástek motoru.
2. ↑  Carlos Sainz Jr. dostal penalizace 15 míst za překročení povoleného množství součástek motoru. Dostal také desetimístnou penalizaci na startovním roštu za novou hnací soustavu a skříň převodovky. Za překročení kvóty prvků pohonné jednotky dostal také pětimístnou penalizaci na startovním roštu.
3. ↑  Sergio Pérez dostal penalizace 10 míst za překročení povoleného množství součástek motoru.
4. ↑  Lewis Hamilton musel startovat z konce startovního roštu za překročení povoleného množství součástek motoru.
5. ↑  Esteban Ocon dostal penalizace 5 míst za překročení povoleného množství součástek motoru.
6. ↑  Valtteri Bottas dostal penalizace 15 míst za překročení povoleného množství součástek motoru.
7. ↑  Júki Cunoda dostal penalizaci 10 míst za překročení limitu napomenutí v předchozím závodě. Musel také startovat z konce startovního roštu za překročení povoleného množství součástek motoru. Dostal penalizaci 3 míst za nezpomalení pod žlutými vlajkami při druhém tréninku.
8. ↑  Kevin Magnussen dostal penalizace 15 míst za překročení povoleného množství součástek motoru.
9. ↑  Mick Schumacher dostal penalizace 5 míst za překročení povoleného množství součástek motoru. Dostal také desetimístnou penalizaci na startovním roštu za novou hnací soustavu a skříň převodovky.

## Závod
| Poř.                                                                         | No. | Jezdec           | Konstruktér           | Počet kol | Čas/Odstoupení | Pořadí na startu | Body |
| ---------------------------------------------------------------------------- | --- | ---------------- | --------------------- | --------- | -------------- | ---------------- | ---- |
| 1                                                                            | 1   | Max Verstappen   | Red Bull Racing-RBPT  | 53        | 1:20:27.511    | 7                | 25   |
| 2                                                                            | 16  | Charles Leclerc  | Ferrari               | 53        | +2.446         | 1                | 18   |
| 3                                                                            | 63  | George Russell   | Mercedes              | 53        | +3.405         | 2                | 15   |
| 4                                                                            | 55  | Carlos Sainz Jr. | Ferrari               | 53        | +5.061         | 18               | 12   |
| 5                                                                            | 44  | Lewis Hamilton   | Mercedes              | 53        | +5.380         | 19               | 10   |
| 6                                                                            | 11  | Sergio Pérez     | Red Bull Racing-RBPT  | 53        | +6.091         | 13               | 9    |
| 7                                                                            | 4   | Lando Norris     | McLaren-Mercedes      | 53        | +6.207         | 3                | 6    |
| 8                                                                            | 10  | Pierre Gasly     | AlphaTauri-RBPT       | 53        | +6.396         | 5                | 4    |
| 9                                                                            | 45  | Nyck de Vries    | Williams-Mercedes     | 53        | +7.122         | 8                | 2    |
| 10                                                                           | 24  | Čou Kuan-jü      | Alfa Romeo-Ferrari    | 53        | +7.910         | 9                | 1    |
| 11                                                                           | 10  | Esteban Ocon     | Alpine-Renault        | 53        | +8.323         | 14               |      |
| 12                                                                           | 47  | Mick Schumacher  | Haas-Ferrari          | 53        | +8.549         | 17               |      |
| 13                                                                           | 77  | Valtteri Bottas  | Alfa Romeo-Ferrari    | 52        | +1 kolo        | 15               |      |
| 14                                                                           | 22  | Júki Cunoda      | AlphaTauri-RBPT       | 52        | +1 kolo        | 20               |      |
| 15                                                                           | 6   | Nicholas Latifi  | Williams-Mercedes     | 52        | +1 kolo        | 10               |      |
| 16                                                                           | 20  | Kevin Magnussen  | Haas-Ferrari          | 52        | +1 kolo        | 16               |      |
| 17                                                                           | 3   | Daniel Ricciardo | McLaren-Mercedes      | 45        |                | 4                |      |
| 18                                                                           | 18  | Lance Stroll     | Aston Martin-Mercedes | 39        |                | 12               |      |
| Ret                                                                          | 14  | Fernando Alonso  | Alpine-Renault        | 31        |                | 6                |      |
| Ret                                                                          | 5   | Sebastian Vettel | Aston Martin-Mercedes | 10        |                | 11               |      |
| Nejrychlejší kolo: Sergio Pérez (Red Bull Racing-RBPT) – 1:24.030 (46. kolo) |     |                  |                       |           |                |                  |      |
| Zdroj:                                                                       |     |                  |                       |           |                |                  |      |

Poznámky
1. ↑  Včetně bodu za nejrychlejší kolo.

## Průběžné pořadí po závodě

### Pohár jezdců
|        | Pořadí | Jezdec           | Body |
| ------ | ------ | ---------------- | ---- |
|        | 1      | Max Verstappen   | 335  |
|        | 2      | Charles Leclerc  | 219  |
|        | 3      | Sergio Pérez     | 210  |
|        | 4      | George Russell   | 203  |
|        | 5      | Carlos Sainz Jr. | 187  |
| Zdroj: |        |                  |      |

### Pohár konstruktérů
|        | Pořadí | Konstruktér          | Body |
| ------ | ------ | -------------------- | ---- |
|        | 1      | Red Bull Racing-RBPT | 545  |
|        | 2      | Ferrari              | 406  |
|        | 3      | Mercedes             | 371  |
|        | 4      | Alpine-Renault       | 125  |
|        | 5      | McLaren-Mercedes     | 107  |
| Zdroj: |        |                      |      |